# Menheniot (stacja kolejowa)
Menheniot – stacja kolejowa w miejscowości Menheniot na linii Cornish Main Line.

## Ruch pasażerski
Stacja w Menheniot obsługuje ok. 1924 pasażerów rocznie (dane za rok 2021/2022). Stacja obsługuje połączenia z Plymouth i Penzance.